# Астерикс в Британии
«Астерикс в Британии» (фр. Asterix chez les Bretons) — французский полнометражный мультфильм 1986 года, экранизация одноимённого комикса (англ. Asterix in Britain), продолжение приключений Астерикса и Обеликса. Это пятый мультфильм в мультипликационной франшизе Астерикса.

## Сюжет
Британия часто помогала Галлии в борьбе с римлянами. Теперь, когда галлы были покорены, Юлий Цезарь решил захватить Британские острова. Несмотря на свою храбрость, странные обычаи британцев оказались недостатком в бою. Каждый день в пять часов они останавливались, чтобы выпить горячей воды. Более того, на два дня из семи они полностью прекращали сражаться. Поэтому Юлий Цезарь, хитрый стратег, приказал своим войскам атаковать только в пять часов в будние дни и весь день в выходные.
Вся Британия была оккупирована… Вся? Нет… Одна деревня все ещё сопротивляется захватчикам, одна маленькая деревня в Кантиуме (Кент). Но как долго? К счастью, один кузен из Галлии имя которого Астерикс может согласиться помочь! А если он захватит с собой бочонок, полный волшебного зелья, придающего силы остальной британской армии…

## Роли озвучивали
- Роже Карель — Астерикс
- Пьер Торнад — Обеликс
- Анри Лабюсьер — Панорамикс
- Серж Совион — Юлий Цезарь
- Николя Сильбер — Генерал Мотус
- Грехэм Бушнелл — Жолиторакс
- Пьер Монди — Цетинлапсус

## Премьерный показ в разных странах[2]
- Франция — 3 декабря 1986
- Канада (провинция Квебек) — 26 декабря 1986
- Западная Германия — 26 марта 1987
- Испания — 6 августа 1987
- Великобритания — 20 ноября 1987
- Австралия — 26 декабря 1987
- Венгрия — 14 июля 1988
- Восточная Германия — 18 ноября 1988